# Cartografia di Venere

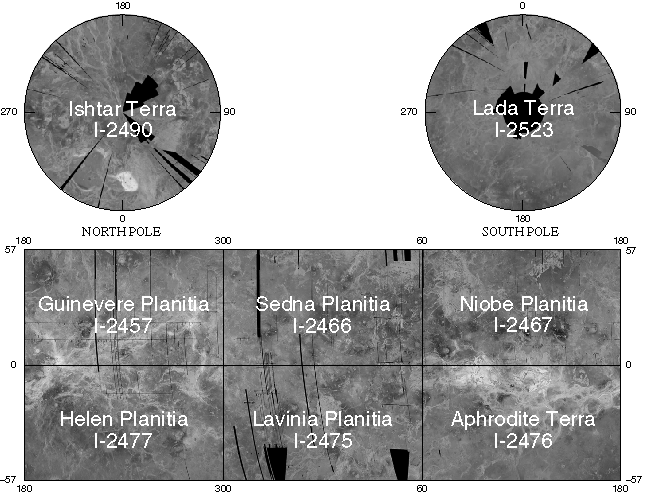
Le maglie di Venere in scala adatta a 1:10000000.

Per la cartografia di Venere, l'Unione Astronomica Internazionale ha convenzionalmente suddiviso la superficie del pianeta secondo due reticolati, uno adatto ad una rappresentazione in scala 1:10 000 000, che definisce 8 maglie, e uno in scala 1:5 000 000, che definisce 62 maglie.

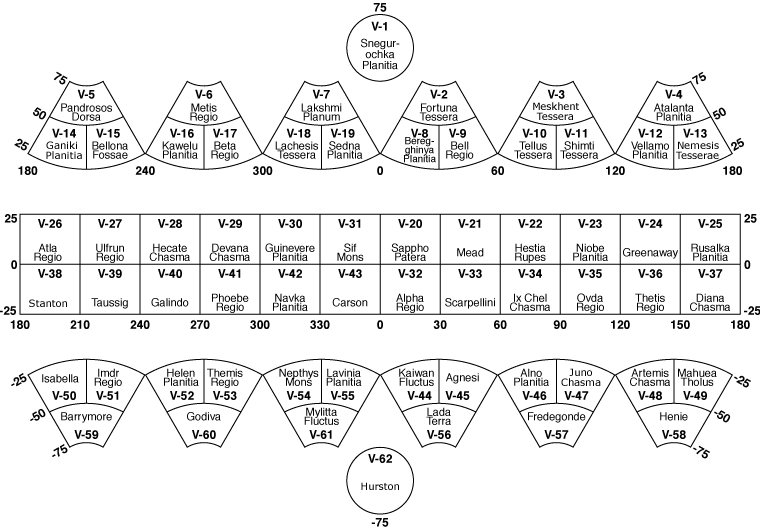
Le maglie di Venere in scala adatta a 1:5000000.